# Бои за Гадамес
Бои за Гадамес — общее название нескольких атак войск Каддафи (в том числе небольших частей Бригады Хамиса) на оазисный город Гадамес на границе c Алжиром между 24 и 26 сентября во время гражданской войны в Ливии.

## Атака
25 сентября утром поступила первая неподтверждённая информация об атаке войск Каддафи (предположительно — туарегов) на Гадамес, который с конца августа находился под контролем ПНС. По неподтверждённым данным, погибло по крайней мере 17 человек. В середине дня информация была подтверждена Переходным Национальным Советом. По словам военного представителя ПНС Ахмеда Бани, «эти боевики атаковали… Гадамес. По имеющейся у нас информации, эти группы связаны с Хамисом Каддафи». По его словам, подошедшие подкрепления их армии отбили атаку на город. Позже представитель Совета Гадамеса сообщил, что погибших 8 (ранее сообщалось о 15 погибших), подтвердив, что атака на город была отбита. С какой стороны была произведена атака (со стороны соседнего Алжира или с пустыни) не сообщалось, однако внешнеполитическое ведомство ПНС Ливии потребовало объяснений от алжирской стороны в связи с инцидентом.

## Переговоры
30 сентября сообщалось о том, что на переговоры с туарегами, которые должны были состояться в Гадамесе, от Переходного Национального Совета, обеспокоенного дестабилизацией ситуации в регионе, отправился командующий Национальной (революционной) армией Сулейман Махмуд аль-Обейди.
1 октября было объявлено о подписании перемирия между старейшинами туарегов, а также представителями новой (революционной) власти Ливии с целью стабилизации ситуации возле западной ливийской границы. Со своей стороны старейшины туарегов, согласившиеся прекратить сопротивление в регионе, заявили, что М.Каддафи в районе Гадамеса нет.